# 神の子
本記事ではキリスト教における神の子（かみのこ、ギリシア語: Ο Υιός του Θεού, ラテン語: Filius Dei,ドイツ語: Sohn Gottes, 英語: Son of God, ロシア語: Сын Божий）の概念を主に扱う。
「神の子」はキリスト教において多義的である。
- 三位一体の神（至聖三者）のうち、子なる神（神子：かみこ）、ロゴス（ギリシア語: λόγος, 言[7]）、神の言（神言[8]）[5][6][9]。
  - この場合の「神の子」は、「神の独り子」（かみのひとりご、英語: only-begotten Son of God[10]）とも呼ばれる[11][12][13][14][15]（正教会では「神の独生子（どくせいし）」とも表現される[16]）。
- イエス・キリストを信じる者（この場合、しばしば「神の子ら」すなわち複数形となる[17]）[6][9]。
- その他 - 聖書に登場する様々な「神の子」につき、何を指すのかについて解釈が分かれる箇所がある[6][18]。

ラテン語での"Dei Filius"は、カトリック教会で特に第一バチカン公会議で出された教皇令を指して用いられることがあるが、本項では詳述しない。

## 三位一体の神（至聖三者）のうちの子なる神：キリスト

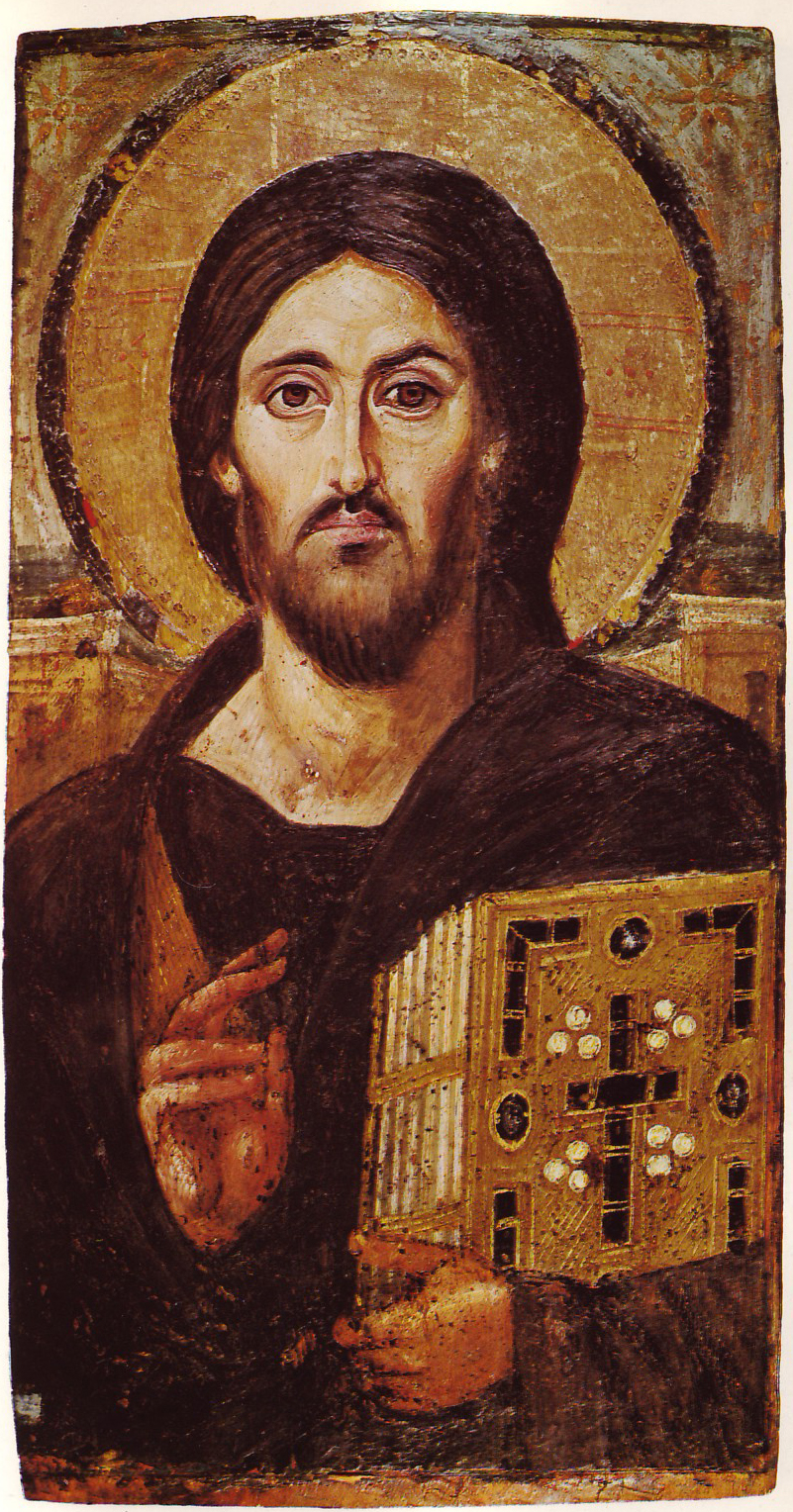
蝋画法によるイエス・キリストのイコン（6世紀頃、シナイ半島、聖カタリナ修道院所蔵）

### 概要
キリスト教（正教会、非カルケドン派、カトリック教会、聖公会、プロテスタント）において、三位一体の神（至聖三者）のうちの子なる神（神子：かみこ）である「神の子」は、受肉（藉身）してイエス・キリストとしてこの世に来たと信じられている。
前述、後述の通り、「神の子」は三位一体の神（至聖三者）のうちの子なる神（神子：かみこ）のみを指すわけではない。この語義であることを特に明確にする場合には、「神からつかわされた者」、「子なる神」、「神の独り子」、「神子（かみこ）」といった表記が使われる。

### 旧約聖書
「神の子」は、旧約聖書においてメシアの称号でもある。メシアとは「油つけられし者」との意味であり、待望されていた救い主（キリスト教においてはイエス・キリスト）としてのメシアに限定されない称号であるが、注解者によっては旧約聖書の幾つかの箇所につき、「神の独り子」イエス・キリストが預言されていると解釈されることがある。
たとえば詩篇（聖詠）2:7における「（神の）子」は、神の独り子イエス・キリストのことが預言されているとキリスト教においては解釈されることがあり、これは使徒行伝4:25 - 4:27においても示されていると捉えられることがある（ただしそのような解釈をとらない者もあり、同箇所についても様々な解釈がある）。

### 新約聖書
新約聖書においては「神の子」は、待望されていた救い主としてのキリスト（メシア）という称号とともにしばしば用いられている。

#### 福音書
福音書において、イエス・キリストを「神の子」と呼んでいる個所として以下が挙げられる。
- マタイによる福音書 - 4:3, 4:16, 8:29, 14:33, 16:16, 26:63, 27:40, 27:43, 27:54
- マルコによる福音書 - 1:1[注釈 1], 3:11, 5:7, 15:39
- ルカによる福音書 - 1:35, 4:3, 4:9, 4:41, 8:28, 22:70
- ヨハネによる福音書 - 1:34, 1:49, 5:25, 5:28, 10:36, 11:4, 19:7, 20:31

上記箇所を分類すると以下のようになる（ルカによる福音書 22:70は二つに分類）。
| 場面分類 | 聖書箇所 |
| イエス自身が自分を神の子としている場面                                                                                   | ルカによる福音書 22:70, ヨハネによる福音書 5:25, 同5:28, 同8:42, 同10:36, 同11:4                                 |
| 記者による記述（台詞ではないもの）                                                                                       | マルコによる福音書 1:1, ヨハネによる福音書 20:31                                                                 |
| 天使がイエスを神の子と呼ぶ場面                                                                                           | ルカによる福音書 1:35                                                                                            |
| 弟子などが、イエスを神の子と（認めて信仰告白として）呼ぶ場面                                                             | マタイによる福音書 14:33, 同16:16, 同27:54, マルコによる福音書 15:39, ヨハネによる福音書 1:34, 同1:49,           |
| 悪魔がイエスを神の子と呼ぶ場面                                                                                           | マタイによる福音書 4:3, 同4:6, 同8:29, マルコによる福音書 3:11, 5:7, ルカによる福音書 4:3, 同4:9, 同4:41, 同8:28 |
| （皮肉にも）イエスを処刑する人々による告発、尋問、嘲笑の中に出てくるもの（イエスを「神の子」とは認めない人々による台詞） | マタイによる福音書 26:63, 同27:40, 同27:43、 ルカによる福音書 22:70、ヨハネによる福音書 19:7                     |

また、「神の子」という文言で表現されずとも、三位一体の神（至聖三者）のうち父なる神（正教会では「神父（かみちち）」とも呼ばれる）からの声として、イエスが「子」と呼ばれる場面において、イエスが「神の子」であると表現されている箇所がある。
- イエスの洗礼（神現）の場面 - マタイによる福音書 3:17, マルコによる福音書 1:11, ルカによる福音書 3:22
- イエスの変容（顕栄）の場面 - マタイによる福音書 17:5, マルコによる福音書 9:7, ルカによる福音書 9:35

#### 使徒書
使徒言行録、使徒の手紙（書簡）において、イエス・キリストを指して「神の子」と記述している個所として以下が挙げられる。
- 使徒言行録 - 8:37, 9:20, 17:29
- コリント人への第二の手紙 - 1:19
- エペソ人への手紙 - 4:13,
- ヘブル人への手紙 - 4:14, 7:3, 10:29
- ヨハネの第一の手紙 - 3:8, 3:23, 4:15, 5:5, 5:10, 5:13, 5:20

## 信じる者（神の民・神の子ら）

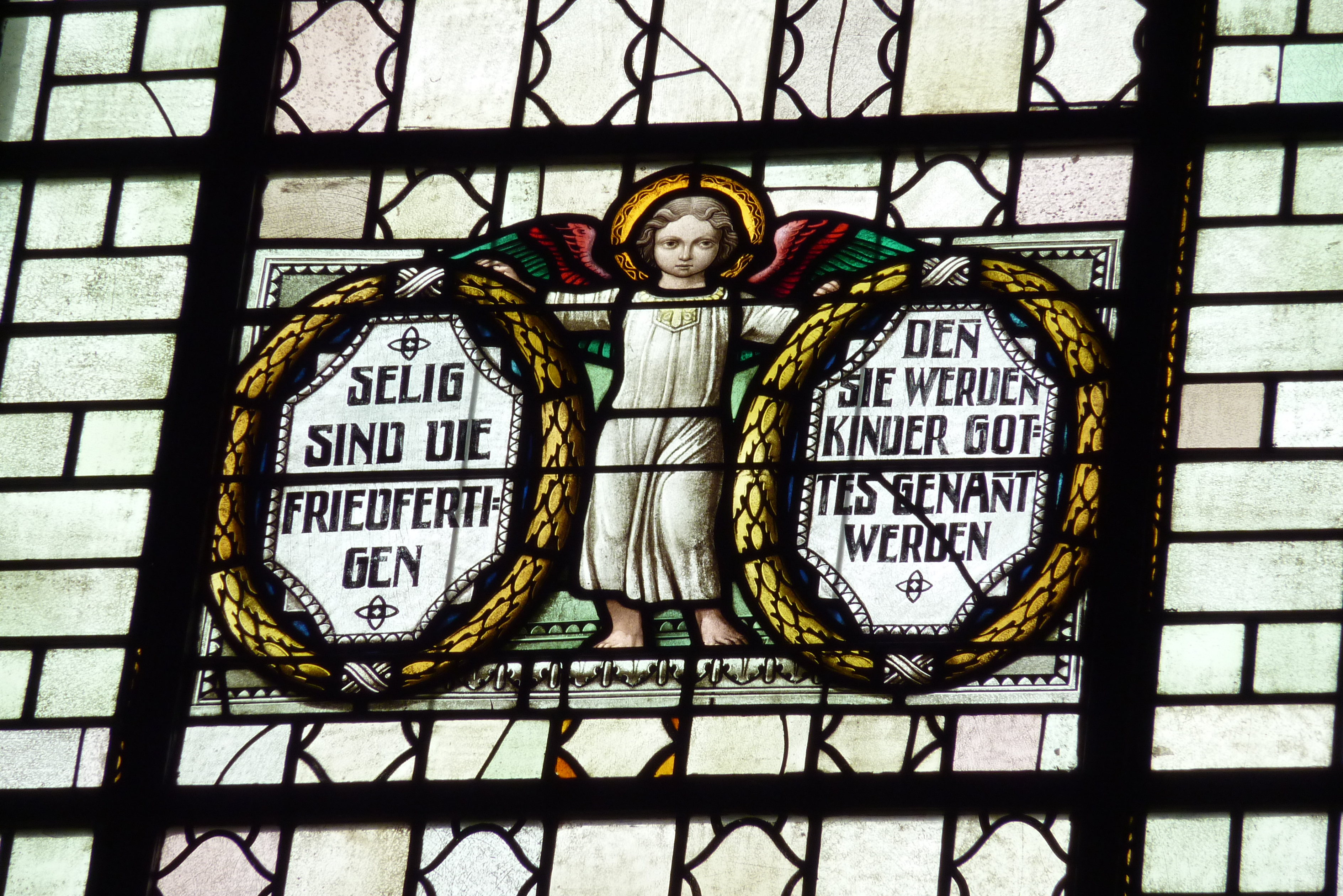
「平和をつくり出す人たちは、さいわいである。彼らは神の子と呼ばれるであろう」（マタイによる福音書5:9）がドイツ語で書かれているステンドグラス（聖ディオニシウス・セバスティアン教会、ラインラント＝プファルツ州）

キリスト教においては、「神の独り子」としてイエス・キリストを指す「神の子」の語義のほかに、キリストを信じる者、神から祝福された者、神を信じる者を指して「神の子（ら）」と呼ぶ用法がある（この用法における「子」は「養子」の意である）。
この用法においては、新約聖書におけるローマの信徒への手紙8章14節「すべて神の御霊に導かれている者は、すなわち、神の子である。」（口語訳聖書）がしばしば挙げられる。ほかに、マタイによる福音書5:9における「平和をつくり出す人たちは、さいわいである。彼らは神の子と呼ばれるであろう」（口語訳聖書、真福詞の一部）が挙げられる。
旧約聖書においても、神の民を指すものとして「神の子」（神の養子）の概念は登場する。たとえば
- 出エジプト記 - 4:22
- 申命記 - 14:1,
- ホセア書 - 11:1
- イザヤ書 - 1:2, 30:1, 30:9, 63:16, 63:16, 64:8
- エレミヤ書 - 3:14, 3:19, 31:9, 31:20
- 知恵の書（プロテスタントでは外典に分類され正典とされない） - 2:18, 5:5, 18:13

が挙げられる。

## その他の様々な概念
旧約聖書では「神の民」「神の養子」という意味での「神の子」のほかに、様々な概念がある。そのうちには解釈が分かれるものがある。
たとえば創世記6章2節における「神の子たち」は、（アダムの子である）セトの子孫であると解釈されることもあるが、天使を指すと解釈されることもある。シリアのエフレムなどの多くの教父、およびトマス・アクィナスは、前者の説を採る。